# Kazimír
Kazimír és un poble i municipi d'Eslovàquia. Es troba a la regió de Košice, a l'est del país.

## Història
La primera referència escrita de la vila data del 1264.

## Demografia
| Godina             | 1994 | 2004   | 2014  | 2024   |
| ------------------ | ---- | ------ | ----- | ------ |
| Nombre de persones | 914  | 880    | 858   | 813    |
| Diferència         |      | −3,71% | −2,5% | −5,24% |

| Godina             | 2023 | 2024   |
| ------------------ | ---- | ------ |
| Nombre de persones | 827  | 813    |
| Diferència         |      | −1,69% |